# Сергеєв Костянтин Михайлович
Сергеєв Костянтин Михайлович (20 лютого (5 березня) 1910, Санкт-Петербург, Російська імперія — 1 квітня 1992, Санкт-Петербург, Росія) — російський та радянський артист балету, балетмейстер, педагог. Заслужений артист РРФСР (1939). Лауреат Сталінської премії (1946, 1947, 1949, 1951). Народний артист РРФСР (1951). Народний артист СРСР (1957). Герой Соціалістичної Праці (1990).

## Біографія
Займався на вечірніх курсах при Ленінградському хореографічному училищі, потім у самому училищі. Ще будучи студентом, почав танцювати у трупі І. Ф. Кшесинського, в кінці 1920-х виступав з гастролями по всій країні, а по закінченні училища (1930) прийнятий в Театр імені Кірова, де працював до 1961 року. Володіючи благородною зовнішністю і найвищою акторською майстерністю, Сергеєв з блиском виконував провідні партії класичного репертуару, трактуючи їх у глибоко психологічному, правдивому ключі.
У 1930—1940 роках виступав разом з Г. С. Уланової, їхній дует вважається одним з найкращих в історії російського балету. Саме Сергєєв і Уланова були першими виконавцями великих партій у першій постановці балету С. С. Прокоф'єва «Ромео і Джульєтта» 11 січня 1940 року.
Після війни Сергєєв танцював у дуеті з Н. М. Дудинською, з 1946 року працював також балетмейстером.
У 1951—1955 і 1960—1970 — головний балетмейстер Кіровського театру. Здійснив перші постановки ряду сучасних радянських балетів, а також нові редакції класичних вистав, серед яких найвідоміші «Спляча красуня» Чайковського, «Раймонда» Глазунова, «Попелюшка (балет) Попелюшка» Прокоф'єва і багато інших.
Автор сценарію та режисер декількох телефільмів-балетів, сам знімався у таких постановках, вів цикл передач про історію російського балету.
Педагогічну діяльність вів з початку 1930-х, викладав класичний танець і акторську майстерність, також працював за кордоном.
В 1953 році на кіностудії «Ленфільм» знятий фільм «Майстри російського балету». У фільм увійшли фрагменти балетів Бориса Асаф 'єва «Бахчисарайський фонтан» і « Полум'я Парижу», а також балету «Лебедине озеро» П. І. Чайковського. Костянтин Сергеєв виконав у цьому фільмі партію принца Зігфріда в парі із Н. М. Дудинською.
Перша дружина знаменита балерина — Ф. І. Балабіна, син танцюрист Сергеєв Микола Костянтинович (1946 — 1973) — артист балету, загинув у автокатастрофі.
К. М. Сергtєв помер 1 квітня 1992 року. Похований на Літераторських містках Волковського цвинтаря Санкт-Петербурга.

## Фільмографія
- «Спляча красуня» (фільм-балет, 1964, балетмейстер-постановник і автор сценарію у співавт.)
- «Лебедине озеро» (фільм-балет, 1968, режисер-постановник, хореограф і сценарист у співавт.)
- «Попелюшка» (фільм-балет, 1985, режисер-постановник і сценарист у співавт., хореограф)
- «Карнавал» (фільм-балет, 1986, режисер-постановник і хореограф у співавт., сценарист)
- «Єгипетські ночі» (фільм-балет, 1988, балетмейстер-постановник і автор сценарію)
- «Фея ляльок» (фільм-балет, 1989, балетмейстер-постановник і автор сценарію) та ін.